# برایتون (حوزه سرشماری)، نیویورک
برایتون (به انگلیسی: Brighton) یک منطقهٔ مسکونی در ایالات متحده آمریکا است که در نیویورک واقع شده‌است. برایتون ۳۶٬۶۰۹ نفر جمعیت دارد.